# بی‌پست
بی‌پست (انگلیسی: Bpost) شرکت دولتی پست بلژیک است، که در سال ۱۹۹۲ تأسیس شد.